# Out of Tears
"Out of Tears" er en sang fra The Rolling Stones, og den er fra deres 1994 album Voodoo Lounge.
Balladen ”Out of Tears” blev skrevet af Mick Jagger og Keith Richards, men er hovedsageligt et arbejdet fra Jagger, og sangeren sagde på tidspunktet for dens udgivelse:” Der er ingen fast måde, at skrive sange på. Jeg plejede at sige:” Nu skriver vi sange. Jeg sidder ved mit bord.” ”Out of Tears” var lidt lige som det, hvor jeg sad ved klaveret i Ronnies (Wood) studie og prøvede ”Da da ding, da da ding”. Så går man og lytter til det, og det har en virkelig god stemning fordi man er ude på egen hånd. Ingen andre er der, og du skaber stemningen. Der er en meget trist stemning i den sang. The Stones er hovedsagelig et guitar band, men jeg tænkte, at med en ballade var det nogle gange godt at flytte sig fra det. Og når en sang er skrevet på keyboard, får du en anderledes melodi struktur .”
Optagelserne begyndte i juli og august i Woods hjem i Irland, Sandymount Studios, og A&M Records i Los Angeles. Med Jagger som forsanger, og på akustisk guitar, sammen med Wood og Richards på elektriske guitarer, hvor Wood spillede soloen. Trommerne tog Charlie Watts sig af, og bass spilles af Darryl Jones. Nummerets klaver bliver spillet af Chuck Leavell, mens Benmont Tench spillede orgel. Perkussion fra Lenny Castro, og strenge spillet fra David Cambell . 
Den blev udgivet som tredje single fra Voodoo Lounge, og ”Out of Tears” blev en nummer 60. i USA, og nummer 36. i England. Den blev spillet på bandets 1994-1995 Voodoo Lounge Tour, men har endnu til gode at blive udgivet på live albummer og opsamlingsalbummer.

### Fodnote
1. ↑  Out of Tears
2. ↑  Out Of Tears – Lyrics